# Nesple (manzana)
Nesple es el nombre de una variedad cultivar de manzano (Malus domestica). Esta manzana está cultivada en la colección de la Estación Experimental Aula Dei (Zaragoza) con n.º de accesión 3410. Esta manzana es originaria de la Comunidad autónoma de Islas Baleares, donde tuvo su mejor época de cultivo comercial antes de la década de 1960.

## Sinónimos
- "Poma Nespra",[4]
- "Nespre",
- "Poma Nespla",
- "Nespre 3410",
- "Manzana Nespla",[6][7]

## Historia
Las Islas Baleares presenta unas condiciones de clima y de suelos buenos para el cultivo del manzano. De hecho existe una considerable variedad de cultivos autóctonos de manzano, fruto de la sabiduría y el esfuerzo de los agricultores, que durante generaciones han realizado cruces y mejoras de las variedades. En estas últimas décadas ya sea por presiones urbanísticas o por abandono de los cultivos en los campos, debida a la competencia con otras variedades de manzanas selectas foráneas, se han ido perdiendo parte de la riqueza de variedades frutales de la herencia. Actualmente hay iniciativas para evitar la pérdida irremediable de esta riqueza cultural y agrícola con iniciativas de conservación como el proyecto "Reviure" en Mallorca (con plantación de 160 frutales de la herencia), [Autores: José Moscardó Sáez Antoni Martorell Nicolau Proyecto Reviure-caib.es.PDF] o el banco de germoplasma de frutales del Jardín Botánico de Sóller.
'Nesple' está considerada incluida en las variedades locales autóctonas muy antiguas, cuyo cultivo se centraba en comarcas muy definidas. Se caracterizaban por su buena adaptación a sus ecosistemas y podrían tener interés genético en virtud de su adaptación. Se encontraban diseminadas por todas las regiones fruteras españolas, aunque eran especialmente frecuentes en la España húmeda. Estas se podían clasificar en dos subgrupos: de mesa y de sidra (aunque algunas tenían aptitud mixta).
'Nesple' es una variedad clasificada como de mesa; difundido su cultivo en el pasado por los viveros comerciales y cuyo cultivo en la actualidad se ha reducido a huertos familiares y jardines privados.

## Características
El manzano de la variedad 'Nesple' tiene un vigor Medio; tubo del cáliz ancho y alargado con los estambres situados en su mitad.
La variedad de manzana 'Nesple' tiene un fruto de tamaño relativamente pequeño; forma más ancha que alta, marcadamente aplastada en el lado del ojo y estrechándose levemente hacia la parte inferior, con contorno esfero irregular; piel lisa, fina; con color de fondo verde-amarillo, sobre color importante, siendo el color del sobre color rojo vinoso, siendo su reparto en chapa y rayas, estriado irradiados desde la cavidad del pedúnculo, dejando solo la zona del ojo sin colorear, y una sensibilidad al "russeting" (pardeamiento áspero superficial que presentan algunas variedades) muy débil; pedúnculo con grosor medio ensanchado en su extremo formando pequeño engrosamiento, longitud del 
pedúnculo medio, leñoso y suavemente teñido de rojo, anchura de la cavidad peduncular medianamente estrecha, profundidad cavidad pedúncular poco profunda pero abierta, borde irregularente ondulado, e importancia del "russeting" en cavidad peduncular ausente;
profundidad de la cavidad calicina es muy característica, amplia y casi superficial, borde ondulado marcado por estrechas
hendiduras que se pierden generalmente cerca de la mitad del fruto, importancia del "russeting" en cavidad calicina ausente; ojo grande abierto o entreabierto; sépalos de variada longitud, cortos y triangulares o largos y puntiagudos, separados notablemente en su
base, y entre ellos forman una carnosidad convergente hacia el centro que solamente las puntas son de materia sépalo, agrupándose en haz y divergiendo, lo que le da al ojo un parecido al níspero europeo (Mespilus germanica).
Carne de color blanco crema con tintes verdosos; textura ligeramente crujiente, harinosa, y levemente jugosa; sabor dulce y empalagoso, no agradable; corazón más cerca del pedúnculo, pequeño, con las líneas que lo enmarcan entrecortadas o sin ellas. Eje cerrado. Celdas semialargadas; semillas ausentes.
La manzana 'Nesple' tiene una época de maduración y recolección tardía, madura en el invierno. Se usa como manzana de mesa fresca de mesa.